# Mladina
Mladina (dt. Die Jugend) ist ein unabhängiges, slowenisches aktuell-politisches Wochenmagazin, ähnlich dem deutschen Spiegel bzw. dem österreichischen Profil. Es wird in einem eigenen Verlag herausgegeben und hat laut eigenen Angaben (Stand Oktober 2016) eine Auflage von etwa 13.000 Exemplaren (2009 ca. 20.000). Erstmals 1943 erschienen, wurde die Zeitschrift bis 1990 vom slowenischen Jugendverband der kommunistischen Partei Jugoslawiens herausgegeben.
Mladina spielte Ende der 1980er Jahre eine wichtige Rolle in der öffentlichen Auseinandersetzung um die wirtschaftlichen und politischen Reformen des jugoslawischen Bundesstaates. Die Zeitschrift unterstützte dabei die in Slowenien vorherrschenden liberalen Positionen gegen den Machtanspruch des serbischen Präsidenten Milošević und seiner Verbündeten in den jugoslawischen Bundesorganen. Zu dieser Zeit erreichte das Magazin eine Auflage von über 80.000 Stück.
Mit der teilweisen Westintegration Sloweniens wuchs der Markt für politische Nachrichtenmagazine und Mladina Konkurrenz, z. B. Demokracija (Parteimagazin der Partei SDS) oder Reporter (mit einer Auflage von 15.000 Exemplaren/Stand April 2017). Dennoch zählt Mladina immer noch zu den einflussreichsten Wochenmagazinen in Slowenien.

## Geschichte
Die Zeitschrift knüpfte an die Vorgängertitel Slovenska Mladina (1938–40) und Mlada Slovenija (1941–43) an. 1943/44 wurde Mladina an wechselnden Orten im von den Partisanen befreiten Teil Sloweniens produziert. Seit 1945 befindet sich die Redaktion in Ljubljana. In den ersten Jahrzehnten der Ära Tito spielte das von der Parteibürokratie gelenkte Magazin keine sonderlich wichtige Rolle in der jugoslawischen Medienlandschaft. Doch bereits zu Beginn der 1970er Jahre wurden in der Zeitschrift regimekritische Artikel publiziert, weshalb die Partei die Redaktion 1976 durch eine umfängliche Säuberungsaktion disziplinierte. Die nunmehr wieder linientreue Mladina geriet daraufhin in eine tiefe Krise und hatte nur noch wenige Leser, denn der übliche Parteijargon interessierte die Jugend nicht mehr.
In der Folge des 11. Kongresses des sozialistischen Jugendverbands Sloweniens im Jahr 1982 erhielten die von diesem Verband herausgegebenen Zeitschriften wieder weitergehende publizistische Freiheiten. Bei Mladina wurde eine neue Redaktion eingesetzt, die den Titel in ein trendiges Jugendmagazin umwandelte, in dem viel über aktuelle Bands berichtet wurde. So konnte die Auflage wieder gesteigert werden. Äußerlich ein Kultur- und Musikmagazin brachte die Redaktion in Mladina bald auch kritische Beiträge zu politischen und gesellschaftlichen Fragen. Das Themenspektrum umfasste Ökologie, Menschenrechte, Privilegien der sozialistischen Nomenklatura, Streiks und auch heikle historische Themen, wie den innerslowenischen Bürgerkrieg während der faschistischen Besatzung. Das machte die Zeitschrift auch über die Jugend hinaus populär und die Auflage stieg Mitte der 80er Jahre auf über 50.000 Exemplare.
In Slowenien wurde Mladina das Sprachrohr der demokratischen Opposition. Selbst in den anderen Teilrepubliken Jugoslawiens wurde Mladina gelesen, denn dort war der Umgang mit der Presse weit weniger liberal. Von der Partei wurde der wachsende Einfluss, den das kritische Magazin auf die öffentliche Meinung hatte, mit Sorge gesehen. Bedeutende Mitarbeiter zu Zeiten der slowenischen Demokratiebewegung waren z. B. die Herausgeber David Tasić und Franci Zavrl, der Soziologe Gregor Tomc, die Redakteure Robert Botteri, Miran Lesjak und Vlado Miheljak sowie der freie Journalist Janez Janša, der nach der Unabhängigkeit seines Landes Verteidigungsminister und später Ministerpräsident wurde.
Als Miheljak und Janša im Frühjahr 1988 geheime Militärunterlagen in Mladina veröffentlichten, wäre die Zeitschrift von den jugoslawischen Bundesbehörden beinahe verboten worden. Die Journalisten hatten aber keine die Landesverteidigung betreffenden Geheimnisse verraten, sondern unter dem Titel Noč dolgih nožev Pläne zur Niederschlagung der slowenischen Demokratiebewegung öffentlich gemacht. Im Geheimdienst und in der Volksarmee, überlegte man damals, das Kriegsrecht über Slowenien zu verhängen und die Teilrepublik durch die Militärpolizei besetzen zu lassen, so wie es ein Jahr später im Kosovo tatsächlich geschah. Die Bundesbehörden verhafteten Janez Janša und drei weitere Männer, um ihnen dann in Ljubljana den Prozess zu machen. Dies löste in der slowenischen Hauptstadt die erste Massendemonstration gegen das kommunistische Regime aus. Milan Kučan, der damals Chef des ZK der slowenischen KP war, stellte sich schützend vor Mladina und verhinderte so das Verbot der Zeitschrift. Das Blatt gewann durch die Affäre weiter an Popularität, die Auflage stieg 1988 auf 70.000 Exemplare.
Auch nach der Unabhängigkeit Sloweniens im Jahr 1991 blieb Mladina eine regierungs- und gesellschaftskritische Zeitschrift. So ist der ehemaligen Mitarbeiter von Mladina und spätere Spitzenpolitiker (ehem. Ministerpräsident, Vorsitzender der Partei SDS) Ivan („Janez“) Janša ein beliebtes Ziel von Mladina. Das Verhältnis Janez Janša zu Mladina kann als zerrüttet bezeichnet werden, denn Janša gibt Mladina grundsätzlich keine Interviews mehr. Mladina setzt sich häufig für die Menschenrechte ein, so verteidigte man immer wieder die Rechte der Zuwanderer aus dem Süden (vor allem Albaner und Bosnier), denen viele Einheimische in den vergangenen 15 Jahren fremdenfeindlich begegneten. Auch Kritik an der katholischen Kirche findet sich oft im Blatt. Den bevorstehenden NATO-Beitritt lehnte Mladina 2003 ab, weil darüber keine Volksbefragung durchgeführt wurde. 2006 druckte die Zeitschrift die kontrovers diskutierten Mohammed-Karikaturen aus der dänischen Jyllands-Posten nach.

## Inhalt
Satirische Beiträge, einer „Verlautbarung in Form eines grafischen Plakates“ auf Seite 3, eine relative große Anzahl von Kommentaren und der eigene satirische Cartoon Diareja sind charakteristisch für Mladina. Neben dem Leitartikel gliedert sich die Zeitschrift in die Teile: Wochenrückblick, Slowenien, Welt(Nachrichten) mit Nachrichten über Kroatien sowie einen Kulturteil mit Comic-Strip. Es wird über einheimische Politik und Wirtschaft berichtet sowie über das Weltgeschehen. In den letzten Jahren wurde der Leserbriefteil auf zwei Seiten vergrößert. Es wird immer ein Interview veröffentlicht. Regelmäßig werden vollständige Artikel des deutschen Nachrichtenmagazins „Der Spiegel“ übernommen, gelegentlich aber auch Artikel vom englischen Guardian, der New York Times oder anderen namhaften Zeitschriften und Zeitungen.
Seit dem Jahr 2000 hat Mladina eine Internetausgabe. Seit 2006 ist Grega Repovž der Chefredakteur.

## Einzelnachweis
1. ↑  dt. Die Nacht der langen Messer Kurzberichten auf den Seiten des Nationalmuseums für Zeitgeschichte (Memento des Originals vom 17. April 2008 im Internet Archive)  Info: Der Archivlink wurde automatisch eingesetzt und noch nicht geprüft. Bitte prüfe Original- und Archivlink gemäß Anleitung und entferne dann diesen Hinweis.